# Jia Pingwa
Jia Pingwa, né le 21 février 1952 à Shangluo en Chine, est un écrivain chinois.

## Biographie
Jia Pingwa a été contraint par la révolution culturelle d'interrompre ses études secondaires pour se faire paysan pendant cinq ans (Mouvement d'envoi des zhiqing à la campagne). Entré en 1972 à l'université de Xian où il vit désormais, il s'est rapidement imposé comme un écrivain important. Il obtient le Prix Femina étranger en 1997 pour son roman La Capitale déchue.

## Œuvres
- Liste d'ouvrages de Jia Pingwa (en)

## Œuvres traduites en français
- L'Art perdu des fours anciens (roman), trad. du chinois par Bernard Bourrit et Li Bourrit, éditions Gallimard, coll. Du monde entier, 2017.  (ISBN 978-2-07-014050-3)
- Le Porteur de jeunes mariées (récits), éditions Stock
- La Capitale déchue, 1993, éditions Stock 1997,  (ISBN 2-234-04622-X) — Prix Femina étranger
- Le Village englouti, éditions Stock
- Portée-la-lumière, 2012 en Chine, 2018 en France, éditions Stock, coll. La cosmopolite, 630 pages  (ISBN 978-2-2340-7809-3)

## Prix, récompenses et distinctions
- 1997 : Prix Femina étranger
- 2005 : Prix littéraire Mao-Dun pour Lead-in of Wild Gourd